# Liste der Landschaftsschutzgebiete in Emden
Die Liste der Landschaftsschutzgebiete in Emden enthält die Landschaftsschutzgebiete der kreisfreien Stadt Emden in Niedersachsen.
| Bild | Nummer        | Bezeichnung des Gebietes | Fläche in Hektar | WDPA-ID | Koordinaten | Datum der Verordnung |
| ---- | ------------- | ------------------------ | ---------------- | ------- | ----------- | -------------------- |
|      | LSG EMD 00001 | Großes Meer und Umgebung | 253,00           | 321200  | Position    | 1972                 |
|      | LSG EMD 00002 | Schlafdeich Constantia   | 72,00            | 324155  | Position    | 1989                 |